# Rejchartice
Rejchartice é uma comuna checa localizada na região de Olomouc, distrito de Šumperk.